# Liste des seigneurs et comtes de Chastellux
Pour les articles homonymes, voir Chastellux.
Le titre de comte de Chastellux [ʃatly] est un titre de noblesse français créé au XVIIe siècle.

## Généralités
Par alliance les seigneurs de Beauvoir (Sauvigny-le-Beuréal) deviennent possesseurs de fiefs importants tels que les seigneuries de Chastellux et de Bazoches, et de la vicomté d’Avallon.
La famille de Beauvoir installe alors au château de Chastellux sa résidence principale sans jamais en changer depuis lors, et prend comme patronyme Chastellux, fief de leur résidence, à la place de celui de Beauvoir. Claude de Beauvoir, Seigneur de Chastellux, fixe définitivement à sept le nombre de billettes marquées sur le blason, et tous ses enfants porteront le nom de Chastellux.

## Seigneurs de Chastellux
- Artaud, seigneur de Chastellux
- Obert, seigneur de Chastellux, fils du précédent ;
- Hugues, seigneur de Chastellux, fils du précédent ;
- Robert Obert Strabo, seigneur de Chastellux, fils du précédent ;
- Arnaud ou Arthaud, seigneur de Chastellux, fils du précédent ;
- Jean, seigneur de Chastellux ( † 1270), fils du précédent ;
- Gui, seigneur de Chastellux ( † < 1324), fils du précédent ; Marié à Laure de Bazoches
  - Jean, seigneur de Chastellux ( † > 1331), fils du précédent ;
  - Simone, dame de Chastellux, fille de Gui, mariée avec Guillaume II ( † après 1322), seigneur de  (alias Boudeaux ou Bordeau : Saint-Symphorien (Yonne)), seigneur de Chastellux, de Bazoches et de Chitry ;
    - Laure de Bourdeau, fille des précédents, dame de Chastellux et de Bazoches, mariée en secondes noces avec Jean de Bourbon de Montperroux, qui rend hommage pour les fiefs tenus de son épouse en 1351 mais décède en 1356 sans postérité. Laure légua ses biens après son décès (>1379) à Guillaume de Beauvoir, fils de son beau frère.
    - Jacquette de Bourdeau ( † vers 1345), autre fille des précédents, mariée avec Jean de Beauvoir ( † vers 1349/1351), seigneur de Thury ;

Famille de Beauvoir
- Guillaume de Beauvoir de Chastelux ( † 11 juin 1408), fils des précédents, seigneur de Chastellux, vicomte d'Avallon, seigneur de Bazoches, de Marigny-le-Bouchet[Information douteuse], de Marigny l'Église et de Domecy-sur-Cure, chambellan du Roi ;
- Claude de Beauvoir (1385-1453), fils du précédent, seigneur de Chastellux, de Mont-Saint-Jean, de Marigny l'Église, vicomte d'Avallon, maréchal de France, échanson de Jean sans Peur ;
- Jean (de Beauvoir) de Chastellux, fils du précédent, seigneur de Chastellux, vicomte d'Avallon ;
- Philippe de Chastellux ( † 1520), fils du précédent, seigneur de Chastellux, de Bazarnes et de Coulanges-la-Vineuse, vicomte d'Avallon ;
- Louis de Chastellus, fils du précédent, « baron » de Chastellux ;
- Olivier de Chastellus ( † janvier 1617), fils du précédent, seigneur de Chastellux, de Marigny l'Église, vicomte d'Avallon, chevalier de l'ordre du Roi ;

## Comtes de Chastellux
1. ????-1645 : Hercule de Chastellux ( † 6 avril 1645), fils du précédent, 1er comte de Chastellux, Seigneur de Marigny l'Église, vicomte d'Avallon ;
2. 1645-1695 : César Philippe de Chastellux (1623 - Chastellux, 8 juillet 1695), fils du précédent, 2e comte de Chastellux, vicomte d'Avallon, baron de Carré, seigneur de Marigny, seigneur d'Osny (1656), lieutenant de la compagnie de gendames du prince de Condé, maréchal des camps et armées du roi ;
3. 1695-1701 : Philibert Paul de Chastellux (Paris (paroisse Saint-Jean-en-Grève), 2 mai 1667 - Tué à la bataille de Chiari (Lombardie, Italie), 1er septembre 1701), fils du précédent, 3e comte de Chastellux, sans alliance
4. 1701-1716 : André de Chastellux (Chastellux, 16 décembre 1673 - Chastellux, 24 juin 1716), frère du précédent, 4e comte de Chastellux, sans alliance ni postérité ;
5. 1716-1742 : Guillaume Antoine de Chastellux (Chastellux, 20 octobre 1683 - Perpignan, 12 avril 1742), frère du précédent, 5e comte de Chastellux, Seigneur de Marigny l'Église, vicomte d'Avalon, baron de Carré, officier, brigadier des armées du roi, premier chanoine héréditaire de la cathédrale d'Auxerre, marié avec Claire-Thérèse d'Aguesseau (1699-1772), dont 3 filles et 6 fils :
  1. César Henri (1722-1726) ;
  2. César François (1723-1749), qui suit ;
  3. Philippe Louis de Chastellux (Chastellux, 2 août 1726 - Paris (rue du Bac), 26 janvier 1784), marquis de Chastellux-Chaugy-Roussillon, sans alliance ni postérité ;
  4. Henri Guillaume (1729-1737) ;
  5. Paul Antoine (Paris (paroisse Sainte-Madeleine de la Ville l'Evêque[n 1]), 26 juin 1731 - au large du Cap Finisterre, 25 octobre 1747) ;
  6. François Jean de Chastellux (1734-1788), marquis de Chastellux, membre de l'Académie française (no 250, 27 avril 1775), marié, le 13 octobre 1787 à Liège (Belgique), avec Marie Brigitte Charlotte Joséphine (1759-1815), baronne de Plunkett, dont :
    1. Le comte Alfred Louis Jean Philippe de Chastellux (1789-1856), membre de la Chambre des pairs (1845-1848), marié, le 31 juillet 1819 au Landeron (Suisse), avec Laure Bruzelin (1796-1882), sans postérité ;
6. 1742-1749 : César François de Chastellux (Paris (paroisse Saint-Roch)), 1er novembre 1723 - Fresnes-en-Brie, 29 septembre 1749), fils du précédent, 6e comte de Chastellux, seigneur de Marigny marié le 1er mars 1745 à Élisabeth Olympe Jubert du Thil (1725-1798)
7. 1749-1814 : Henri-Georges-César de Chastellux[6] (1746-1814), fils du précédent, 7e comte de Chastellux, vicomte d'Avallon, baron de Carré, seigneur de Marigny, seigneur de Bossancourt, maréchal de camp (1788), chevalier d'honneur de Madame Victoire
8. 1814-1854 : César Laurent de Chastellux (1780-1854), fils du précédent, 8e comte de Chastellux, vicomte d'Avallon, maréchal de camp (1821), membre de la Chambre des pairs (1823-1830) ;

Armes des marquis de Duras-Chastellux : Écartelé de Chastellux et de Duras,.

9. 1854-1863 : Armes des marquis de Duras-Chastellux : Écartelé de Chastellux et de Duras[1],[2].Henri-Louis de Chastellux (1786-1863), frère du précédent, 1er duc de Rauzan-Duras, 1er marquis de Duras-Chastellux[7], 9e comte de Chastellux, 15e vicomte d'Avallon, marié, le 30 août 1819, avec Clara de Durfort (1799-1863), dont 3 filles et un fils :
  1. Amédée Gabriel Henri de Chastellux (Paris VIIe, 20 janvier 1821 - Château de Chastellux, 3 septembre 1857), fondateur du Correspondant[7] et de l'abbaye Sainte-Marie de la Pierre-Qui-Vire[7], marié avec sa cousine germaine Marguerite de Chastellux (1822-1906), dont :
10. 1863-1917 : Henri-Paul-César de Chastellux (1842-1917), dit « le marquis de Duras[7] », petit-fils du précédent, duc de Rauzan-Duras, 2e marquis de Duras-Chastellux, 10e comte de Chastellux, 16e vicomte d'Avallon, historien ;
11. 1917-1966 : Anséric Christian Joseph Marie Olivier de Chastellux (1878-1966), fils du précédent, marquis de Duras-Chastellux, 11e comte de Chastellux, vicomte d'Avallon ;
12. 1966-2005 : César Louis Melchior Marie Henri Jean de Chastellux (1912-2005), fils du précédent, marquis de Duras-Chastellux, 12e comte de Chastellux, vicomte d'Avallon, marié, sans postérité[8] ;
13. Depuis 2005 : François-Jean Marie Robert Olivier de Chastellux (né en 1946), neveu du précédent, marquis de Duras-Chastellux, 13e comte de Chastellux, vicomte d'Avallon.

## Pour approfondir